# Ammophila unita
Ammophila unita är en biart som beskrevs av Menke 1966. Ammophila unita ingår i släktet Ammophila och familjen grävsteklar. Inga underarter finns listade i Catalogue of Life.